# Hadena musculina
Hadena musculina là một loài bướm đêm trong họ Noctuidae.